# Friedrich Wimmer (botanik)
Christian Friedrich Heinrich Wimmer (ur. 30 października 1803 we Wrocławiu, zm. 12 marca 1868 tamże ) – niemiecki botanik, pedagog i filolog klasyczny.
Absolwent wrocławskiego gimnazjum im. Fryderyka, od 1821 do 1826 studiował na Uniwersytecie Wrocławskim nauki przyrodnicze oraz filologię. Po studiach zatrudnił się w macierzystym gimnazjum, gdzie pracował do 1863, najpierw jako nauczyciel, potem profesor gimnazjum, a od 1843 także jego dyrektor. W 1863 powołany przez magistrat wrocławski na stanowisko urzędnika odpowiedzialnego za rozwój szkolnictwa miejskiego .
Niezależnie od działalności dydaktyczno-pedagogicznej, od lat 20. prowadził badania botaniczne, głównie flory Śląska . Opisał samodzielnie lub we współautorstwie 79 nowych taksonów roślin. Jest autorem dwóch podręczników szkolnych z botaniki. Ponadto opublikował kilka przyrodniczych prac antycznych greckich uczonych: Teofrasta i Arystotelesa .
W 1841 został członkiem Akademii Lepopoldina, a w 1853 otrzymał doktorat honoris causa macierzystego uniwersytetu .
Jego nazwiskiem nazwano rodzaj rośliny Wimmeria.

## Wybrane publikacje Wimmera
- Flora Silesiae z Grabowskim (2 tomy, 1827–29)
- Flora von Schlesien 1832
- Phytologiae Aristotelicae fragmenta, 1838
- Flora von Schlesien preußischen und österreichischen Antheils, 1840; wyd. II 1844; wyd. III 1857
- Theophrasti Eresii Opera quae supersunt omnia (3 tomy, 1854–62)
- Salices europaeae, 1866